# Khoảng trống Boötes

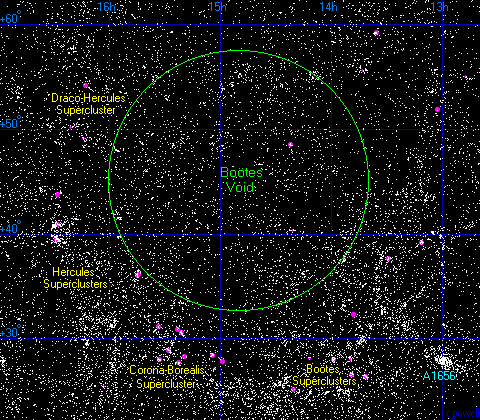
Một hình ảnh về khoảng trống Boötes

Khoảng trống Boötes hay khoảng trống khổng lồ là một khu vực rất lớn có dạng gần cầu, chứa rất ít thiên hà. Nó nằm ở vùng lân cận của chòm sao chòm sao Mục Phu - Boötes (tên của nó lấy theo tên chòm sao). Trung tâm khoảng trống nằm ở xích kinh 14h 20m và Xích vĩ 26° 

## Mô tả
Có đường kính khoảng 330 triệu năm ánh sáng (chiếm khoảng 0.27% Vũ trụ quan sát được), hoặc cũng có thể là khoảng 236,000 Mpc3 tính theo thể tích. Khoảng trống Boötes là một trong những khoảng trống lớn nhất được chúng ta biết đến trong vũ trụ, và được ví như là một siêu khoảng trống. Nó được khám phá bởi Robert Kirshner và đồng nghiệp vào năm 1981 khi đang nghiên cứu về hiện tượng Dịch chuyển đỏ trong vũ trụ. Trung tâm của khoảng trống Boötes cách Trái Đất xấp xỉ 700 triệu năm ánh sáng.
Các nhà thiên văn học sau đó đã khám phá ra rằng khoảng trống này có chứa một vài thiên hà. Vào năm 1987, J. Moody, Robert Kirshner, G. MacAlpine, và S. Gregory đã công bố rằng họ tìm ra 8 thiên hà trong khoảng trông.Năm 1988, M. Strauss và John Huchra tìm thấy có thêm 3 thiên hà. Rồi vào năm 1989, Greg Aldering, G. Bothun, Robert P. Kirshner, và Ron Marzke cũng tìm ra 15 thiên hà. Tính đến năm 1997, có tổng cộng 60 thiên hà được tìm thấy trong khoảng trống Boötes.
Theo nhà thiên văn học Greg Aldering, khoảng trống Boötes lớn đến nỗi "Nếu dải Ngân Hà nằm ở trong tâm của khoảng trống, đến thập niên 60 ta mới biết được là còn có các thiên hà khác nữa."

## Link ngoài
- Discover magazine article on the Boötes void Lưu trữ ngày 27 tháng 9 năm 2011 tại Wayback Machine
- Accelerating Future article on the Boötes void Lưu trữ ngày 22 tháng 5 năm 2008 tại Wayback Machine